# مناره مسجد جامع نگار
مناره مسجد جامع نگار مربوط به دوره سلجوقیان است و در شهرستان بردسیر، شهر نگار واقع شده و این اثر در تاریخ ۱ اردیبهشت ۱۳۷۷ با شمارهٔ ثبت ۲۰۰۴ به‌عنوان یکی از آثار ملی ایران به ثبت رسیده است.